# E651 (trasa europejska)
E651 – trasa europejska łącznikowa (kategorii B), biegnąca przez  środkową Austrię.
E651 zaczyna się w Altenmarkt im Pongau, gdzie odbija od trasy europejskiej E55 (autostrady A10). Biegnie szlakami dróg krajowych: 
- nr 320 (do Mandling na granicy Salzburga i Styrii),
- nr 146 do Liezen w Styrii.

W Liezen E651 łączy się z trasą europejską E57 (autostradą A9).
Ogólna długość trasy E651 wynosi około 72 km.